# 8月29日
8月29日是阳历年的第241天（闰年是242天），离一年的结束还有124天。

## 大事记

### 16世纪以前
- 870年：阿格拉布王朝经过围城战后攻克梅莱特城，从拜占庭帝国控制下夺走马耳他。
- 1350年：英格兰王国的海军于温奇尔西海战中击败卡斯蒂利亚王国的舰队。
- 1475年：皮基尼条约的签署结束了法兰西王国与英格兰王国之间为法国王位而爆发的战争。
- 1487年：瓦斯科·达伽马决定从科泽科德启航返回葡萄牙王国。

### 16世紀
- 1521年：奥斯曼帝国攻占贝尔格莱德。
- 1526年：匈牙利王国暨波希米亚王国国王拉约什二世在第一次摩哈赤战役战死，雅盖隆王朝结束。
- 1541年：奥斯曼帝国攻占匈牙利王国的首都布达。

### 18世紀
- 1741年：渡島大島發生大噴火並引發巨大海嘯，造成1,467人死亡[1]。
- 1756年：普鲁士国王腓特烈二世率领军队突然入侵邻近的萨克森，七年战争爆发。
- 1786年：美国马萨诸塞州农民因不满极高税务压力与基本权利遭到剥夺，在丹尼尔·谢司率领下发起谢司叛乱。

### 19世紀
- 1825年：葡萄牙承认巴西独立。
- 1831年：英国物理学家迈克尔·法拉第通过实验发现电磁感应定律。
- 1833年：英国立法废除奴隶制。
- 1842年：清朝與英國代表簽署《南京條約》結束第一次鴉片戰爭，香港割讓給英國並開放五口通商。
- 1862年：第二次馬納沙斯之役爆發，北維吉尼亞軍團得勝而受鼓舞，主動向北方發動侵略，展開馬里蘭會戰。
- 1871年：明治维新：日本宣布廢藩置縣。
- 1875年：清廷派遣郭嵩焘率领使团就马嘉理事件去英国道歉。
- 1885年：德國發明家戴姆勒發明製造的戴姆勒摩托車獲得專利，被視為世界首部摩托車。
- 1898年：美國輪胎製造商固特異成立。

### 20世紀
- 1910年：《日韓合併條約》生效，朝鮮半島正式併入日本版圖，朝鮮日治時期開始。
- 1930年：英国圣基尔达岛最后36位居民志愿迁往苏格兰本土。
- 1944年：第二次世界大战：斯洛伐克民族起义，六万名斯洛伐克官兵宣布起义，与德国军队开战。
- 1946年：美国海军内华达号战列舰退役。
- 1949年：蘇聯在哈薩克塞米巴拉金斯克基地完成RDS-1原子彈核試驗，引發與美國間的核軍備競賽。
- 1952年：美國前衛作曲家約翰·凱吉名作《4分33秒》首度公開演奏。
- 1958年：中共中央决定在全国范围内推广人民公社。
- 1966年：在美國舊金山進行最後一次演唱會。
- 1966年：越南战争：美军飞机在北部湾炸毁中华人民共和国援助越南民主共和国的货轮1018轮的事件，南海1018轮事件发生。
- 1977年：毛主席纪念堂全部建成。
- 1982年：联邦德国科学家人工合成109号元素䥑成功。
- 1987年：韓國发生五大洋集體自殺事件，32人死亡。
- 1991年：苏联最高苏维埃宣布禁止苏联共产党的所有活动。
- 1997年：串流媒體Netflix成立。
- 2000年：香港特別行政區自宣佈「八萬五計劃」以來恢復賣地。

### 21世紀
- 2002年：網路瀏覽器Netscape 7推出。
- 2004年：2004年夏季奥林匹克运动会在希腊雅典闭幕。
- 2005年：颶風卡崔娜襲擊美國路易斯安那州與密西西比州沿岸地區，造成至少1,836人死亡。
- 2010年：美国职棒大联盟名将法兰克·汤玛斯退役。
- 2012年：2012年夏季残疾人奥林匹克运动会在英国首都伦敦开幕。
- 2016年：陳全國成為中共新疆黨委書記，並在此職位上監督了新疆再教育營的建立。
- 2021年：北京地铁1号线及八通线实现贯通运营。

## 出生
- 1593年：豐臣秀賴，豐臣秀吉之子，側室淀殿所生。官至從一位右大臣。（1615年逝世）
- 1619年：让-巴普蒂斯特·柯尔贝尔，法國政治家，路易十四时代担任财政大臣、海軍國务大臣。（1683年逝世）
- 1632年：約翰·洛克，英國哲學家，經驗主義的代表人物。（1704年逝世）
- 1776年：弗朗索瓦·馬里·多丹，法國動物學家。（1803年逝世）
- 1780年：让·奥古斯特·多米尼克·安格尔，法國画家，新古典主义画派的最后一位领导人。（1867年逝世）
- 1809年：老奥利弗·温德尔·霍姆斯，美國作家，畢業于美國哈佛大学医学院，被誉为美國19世纪最佳詩人之一。（1894年逝世）
- 1862年：安德魯·費希爾，澳大利亞政治人物，第5任澳大利亞總理。（1928年逝世）
- 1862年：莫里斯·梅特林克，比利时詩人、剧作家、散文家，1911年諾貝爾文学奖得主。（1949年逝世）
- 1871年：阿尔贝·勒布伦，法國政治人物，第15任法國總統。（1950年逝世）
- 1871年：金九，韓國獨立運動家、抗日英雄，被現代韓國人尊稱為「韓國的國父」。（1949年逝世）
- 1876年：查爾斯·富蘭克林·凱特林，美國發明家、工程師、商人。（1958年逝世）
- 1880年：瑪麗-露易絲·梅拉紐爾，法裔加拿大超級人瑞。（1998年逝世）
- 1888年：大內兵衛，日本勞農派馬克思主義經濟學者。（1980年逝世）
- 1888年：三川軍一，日本海軍戰將。（1981年逝世）
- 1892年：亞歷山大·夸黑，法國著名科學哲學家與科學史學家，是第一個提出「科學革命」說法的史學家。（1964年逝世）
- 1904年：沃纳·福斯曼，德國醫生，心臟導管的發明人，1954年諾貝爾生理學或醫學獎得主。（1979年逝世）
- 1905年：查爾斯·阿弗雷德·塔里亞菲羅，美國漫畫家，以迪士尼卡通人物唐老鴨的創作者聞名。（1969年逝世）
- 1910年：維維恩·托馬斯，美國外科手術技師。（1985年逝世）
- 1912年：孫基禎，朝鮮日治時期北朝鲜男子馬拉松運動員。1936年夏季奧林匹克運動會男子馬拉松項目冠軍，首位在奧林匹克運動會奪得金牌的朝鲜族運動員，曾擔任韓國田徑聯盟主席及韓國體育協會會長。（2002年逝世）
- 1913年：王惕吾，台灣企業家，聯合報創辦人。（1996年逝世）
- 1914年：柏納德·馮內果，美國大氣科學家。（1997年逝世）
- 1914年：羅伯特·赫爾曼，美國物理學家、天文學家。（1997年逝世）
- 1915年：英格麗·褒曼，瑞典女演員。（1982年逝世）
- 1919年：吳冠中，中國著名畫家。（2010年逝世）
- 1920年：查利·帕克，美國著名黑人爵士樂手。（1955年逝世）
- 1921年：關行男，日本海軍中校。（1944年逝世）
- 1921年：艾瑞絲·愛普菲爾，美國實業家、室內設計師、時尚設計師。（2024年逝世）
- 1923年：李察·艾登堡，英國男演員、導演、監製。（2014年逝世）
- 1928年：陸熙炎，中國化學家。（2023年逝世）
- 1929年：陳楷模，臺灣外科醫師。（2019年逝世）
- 1932年：瘂弦，臺灣詩人。（2024年逝世）
- 1933年：潔罕·薩達特，前埃及第一夫人。（2021年逝世）
- 1935年：威廉·弗莱德金，美國電影導演、製片人、劇作家。（2023年逝世）
- 1936年：約翰·麥凱恩，美國政治家，共和黨資深參議員。（2018年逝世）
- 1937年：樂蒂，香港國語片演員。（1968年逝世）
- 1938年：羅伯特·愛德華·魯賓，美國銀行家，第70任美國財政部部長。
- 1939年：乔·舒马赫，美國電影導演（2020年逝世）
- 1939年：陳仲民，華裔巴布亞紐幾內亞政治人物，第2任巴布亞紐幾內亞總理（2025年逝世）
- 1940年：詹姆斯·布雷迪，美國政治人物，第17任白宮新聞秘書。（2014年逝世）
- 1946年：讓·巴蒂斯特·巴加扎，蒲隆地政治人物，第2任蒲隆地總統。（2016年逝世）
- 1946年：埃爾溫·奧伯邁爾，奧地利電工、業餘天文學家。（2017年逝世）
- 1946年：季米特里斯·赫里斯托菲亚斯，賽普勒斯共產黨勞動人民進步黨總書記。（2019年逝世）
- 1946年：鲍勃·比蒙，美國男子田徑運動員。
- 1947年：詹姆士·亨特，英國一級方程式賽車車手。（1993年逝世）
- 1947年：天寶·葛蘭汀，美國畜產學學者、暢銷作家。
- 1949年：埃德蒙多·岡薩雷斯·烏魯蒂亞，委內瑞拉政治人物、外交官、政治分析家。
- 1950年：八代亞紀，日本女性演歌歌手、演員。（2023年逝世）
- 1951年：黃鶯鶯，台灣歌手。
- 1957年：鷺巢詩郎，日本作曲家。
- 1958年：，美國流行音樂歌手、作曲家、唱片製作人、舞蹈家、演員、慈善家（2009年逝世）
- 1958年：連尼·亨利，英國喜劇演員。
- 1959年：史蒂芬·沃爾夫勒姆，英國物理學家、數學家。
- 1959年：克里斯·哈德菲爾德，加拿大太空人。
- 1960年：渡邊多惠子，日本漫畫家。
- 1961年：顏福偉，香港企業家，歌手。
- 1966年：李韓烈，韓國學生運動家。（1987年逝世）
- 1967年：纪瑞·于泽克，捷克摄影師。
- 1967年：邵昕，台灣演員。
- 1969年：椎名愛弓，日本漫畫家。
- 1969年：艾薇兒·海恩斯，美國律師，現任美國國家情報總監。
- 1969年：陳漢瑋，新加坡演員。
- 1971年：左安安，台灣歌手。
- 1971年：卡拉·古奇諾，美國女演員。
- 1972年：裴勇俊，韓國演員。
- 1973年：托馬斯·圖赫爾，德國前職業足球員、足球教練。
- 1976年：容·达尔·托马森，丹麥職業足球運動員。
- 1980年：謝霆鋒，香港歌手，演員。
- 1980年：大卫·威斯特，美國籃球運動員。
- 1981年：愛蜜麗·德奎恩，比利時女演員。（2025年逝世）
- 1981年：卡洛斯·德尔菲诺，阿根廷職業籃球運動員。
- 1981年：丹尼斯·吳，韓裔美國模特兒、演員。
- 1981年：藍妮·芭比，法裔加拿大成人女星。
- 1981年：布萊恩·切斯基，美國企業家，Airbnb創辦人兼執行長。
- 1982年：張博，中國男演員。
- 1983年：彭國柱，香港新聞從業員。
- 1983年：雷佳音，中國男演員。
- 1983年：魏釗，中國足球運動員。
- 1986年：張峰奇，台灣歌手。
- 1986年：麗婭·米歇爾，美國女演員、歌手。
- 1986年：谏山創，日本漫画家。
- 1988年：小柳友，日本演員。
- 1988年：赤坂明，日本漫畫家。
- 1989年：巫哲棋，香港男配音員。
- 1989年：蘇炳添，中國男子田徑運動員。
- 1992年：陳威全，台灣職業足球運動員。
- 1993年：連恩·佩恩，英國男歌手。（2024年逝世）
- 1993年：吳品潔，台灣女演員。
- 1994年：片寄凉太，日本歌手、演員。
- 1995年：曾向鎮，香港男演員。
- 1995年：千葉翔也，日本男性聲優。
- 2000年：滨边美波，日本女演員。
- 2005年：馬馬杜·薩爾，法國職業足球運動員。
- 生年不詳：深町壽成，日本男性聲優。

## 逝世
- 214年：庞统，刘备帐下谋士（179年出生）
- 886年：巴西尔一世，拜占庭帝国皇帝（811年出生）
- 939年：王继鹏，五代十国时期闽国君主（生年不详）
- 939年：李春燕，五代十国时期闽国皇后（生年不详）
- 956年：宣懿皇后，后周皇后（931年出生）
- 1021年：源赖光，日本平安时代大将（948年出生）
- 1135年：穆斯塔尔希德，阿拔斯王朝第二十九代哈里发（1092年出生）
- 1395年：阿尔布雷希特三世，奥地利大公（1349年出生）
- 1523年：乌尔里希·冯·胡滕，德意志人文主义者（1488年出生）
- 1526年：拉約什二世，匈牙利國王、波西米亞國王（1506年出生）
- 1623年：黑田長政、日本戰國時代武將，福岡藩初代藩主（1568年出生）
- 1780年：雅克-熱爾曼·蘇夫洛，法国新古典主义建筑师（1713年出生）
- 1799年：教宗庇护六世，羅馬主教（1717年出生）
- 1866年：德川家茂，日本江户幕府第14代征夷大将軍（1846年出生）
- 1873年：赫爾曼·漢克爾，德國數學家（1839年出生）
- 1877年：楊百翰，美國宗教領袖、政治家、殖民者（1801年出生）
- 1926年：何福，香港企業家及慈善家（1863年出生）
- 1932年：安東貞美，日本大日本帝國陸軍上將，第6任臺灣總督（1853年出生）
- 1933年：罗登贤，中国工人运动早期领袖（1905年出生）
- 1935年：阿斯特里德，比利时王后。（1905年出生）
- 1937年：奧托·赫爾德，德國數學家（1859年出生）
- 1937年：尼古拉·雅科夫列維奇·伊林，蘇聯火箭技術先驅之一。（1901年出生）
- 1939年：江上青，中国共产党革命烈士，前中共中央总书记江澤民的叔父和嗣父（1911年出生）
- 1955年：洪深，中国现代戏剧家。（1894年出生）
- 1976年：卡齊·納茲魯·伊斯拉姆，孟加拉-印度詩人、作家、音樂家、革命家。（1899年出生）
- 1979年：竹鶴政孝，日本化學家、企業家，被譽為「日本威士忌之父」。（1894年出生）
- 1982年：英格丽·褒曼，瑞典女演員。（1915年出生）
- 1984年：穆罕默德·納吉布，埃及政治人物，首任埃及總統。（1901年出生）
- 1987年：菲利普·黑格·史密斯，美国电子工程师，史密斯圆图的发明者。（1905年出生）
- 1995年：皮埃爾·馬克斯·杜布瓦，法國作曲家。（1930年出生）
- 2001年：高棪，臺灣編舞家，被譽為「臺灣舞蹈教育之母」。（1908年出生）
- 2003年：霍勒斯·W·巴布科克，美國天文學家。（1912年出生）
- 2012年：小林昭七，日本數學家。（1932年出生）
- 2013年：謝默斯·希尼，愛爾蘭作家、詩人，1995年諾貝爾文學獎得主。（1939年出生）
- 2013年：布鲁斯·穆雷，美國行星科學家、地質學家。（1931年出生）
- 2018年：詹姆斯·莫理斯，英国经济学家。（1936年出生）
- 2021年：愛德華·阿斯納，美國演員，美國影視演員工會前主席。（1929年出生）
- 2021年：雅克·罗格，比利時體育官員、帆船運動員，前任國際奧委會主席。（1942年出生）
- 2021年：羅伯特·大衛·斯蒂爾，美國政治活動家。（1952年出生）
- 2022年：帕特·麥吉爾，加拿大男子籃球運動員、醫師、教授、政治人物。（1927年出生）
- 2022年：弗拉基米爾·古謝夫，俄羅斯政治人物。（1932年出生）
- 2024年：哈維爾·戈麥斯-納瓦羅，西班牙政治人物、商人。（1945年出生）
- 2024年：米哈埃拉·佩內什，羅馬尼亞女子田徑運動員。（1947年出生）

## 节假日和习俗
- 古埃及历法元旦
- 聖若翰洗者殉道日
- 禁止核試驗國際日（英语：International Day against Nuclear Tests） （页面存档备份，存于）
- 印度：国家运动日
- 印度：泰卢固语日
- 波蘭：市政警察节
- 斯洛伐克：国家起义日
- 乌克兰：矿工节